# Breuvery-sur-Coole

Breuvery-sur-Coole este o comună în departamentul Marne, Franța. În 2009 avea o populație de 204 de locuitori.